# Prunus ursina
Prunus ursina, hay còn gọi là mận gấu (theo tiếng Ả Rập), là một loại cây bụi thuộc chi Mận mơ, có nguồn gốc từ vùng rừng Tây Á, trải dài từ quốc gia Thổ Nhĩ Kỳ đến Syria và Liban.

## Từ nguyên
Prunus trong tiếng Latin là từ mượn trong tiếng Hy Lạp (προῦνον, prounon), có nghĩa là "cây mận"; còn Ursina có nguồn gốc từ "ursus", nghĩa là "loài gấu", ám chỉ đến món ăn yêu thích của loài vật này.

## Mô tả

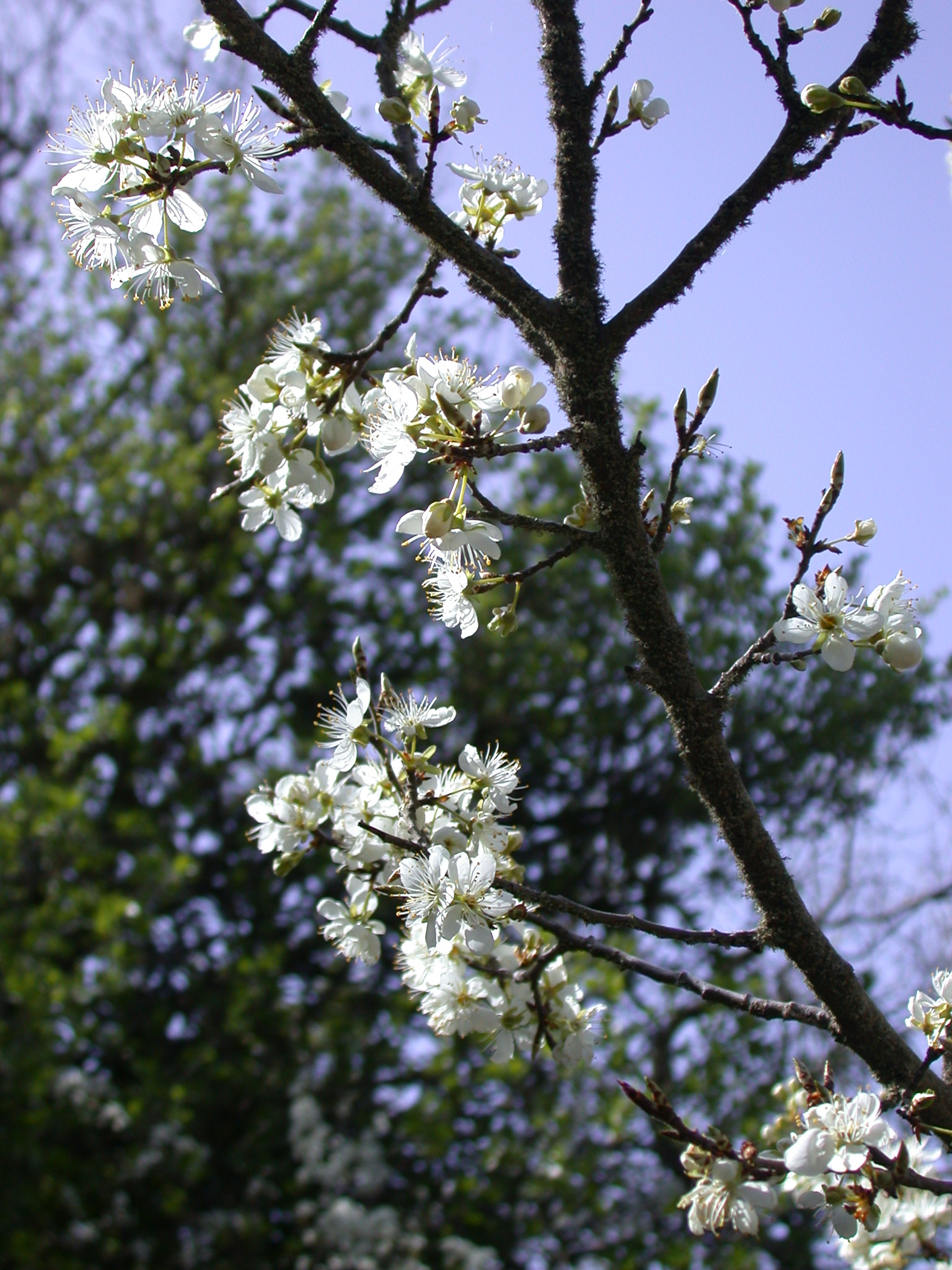
Hoa của Prunus ursina tại Israel

Prunus ursina là một cây bụi rụng lá, cao từ 4 đến 8 mét, có phân nhánh và cành của chúng chứa đầy gai. Các nhánh non thì rất mướt, không gai; lá thuôn dài, hơi tròn. Hoa của P. ursina lưỡng tính, màu trắng, nở theo cặp trong suốt mùa xuân. Trái hình cầu, đường kính từ 2 đến 3 cm, chuyển từ màu vàng sang màu cam sậm khi chín. Trái của loài P. ursina này ăn được, mặc dù không ngon, nhưng sẽ gây ngộ độc nếu tiêu thụ quá nhiều.
P. ursina cần nhiều nắng để phát triển nhưng nó vẫn có thể sinh trưởng trong một phần bóng râm. Cây sẽ tạo các rễ mút khi rễ chính của nó bị tổn thương. Nấm Armillaria là những loài gây hại cho các cây thuộc chi Mận mơ. Sau khi trải qua mùa đông, hạt giống cần 2-3 tháng để nảy mầm.

## Sử dụng
Quả của P. ursina sẽ cho ra màu xám đậm và lá của nó sẽ tạo màu xanh tươi trong sản xuất thuốc nhuộm.
Các loài trong chi Mận mơ đều có chứa chất amygdalin và prunasin, khi phân hủy trong nước tạo thành chất cực độc hydro xyanua. Đây là chất hóa học tạo nên mùi đặc trưng cho các loài trong chi Mận mơ, còn gọi là "mùi hạnh nhân". Chất này được tìm thấy chủ yếu trong lá và hạt, vị rất đắng.
Thực tế, một lượng nhỏ HCN (công thức của hydro xyanua) có thể kích thích hô hấp và cải thiện hệ tiêu hóa, nhưng quá liều sẽ gây suy hô hấp và dẫn đến tử vong. Vì vậy, Tuy mang một lượng khá nhỏ nhưng những loại quả rừng này được khuyên là không nên ăn.